# Cascadas del Norte
Las Cascadas del Norte son una sección de la Cordillera de las Cascadas del oeste de América del Norte. Se extienden a lo largo de la frontera entre la provincia canadiense de Columbia Británica y el estado estadounidense de Washington y se nombran oficialmente en los Estados Unidos y Canadá como las Montañas Cascada. La parte del Canadá es conocida por los estadounidenses como las Cascadas canadienses, designación que también incluye las montañas que se encuentran sobre la orilla oriental del Cañón Fraser hasta el norte de la ciudad de Lytton, en la confluencia de los ríos Thompson y Fraser.
Son predominantemente no volcánicos, pero incluyen los estratovolcanes Monte Baker, pico del Glaciar y montaña Coquihalla, que forman parte del Arco Volcánico de las Cascadas.

## Geografía
La sección estadounidense de las Cascadas del Norte y la cordillera Skagit adyacente en la Columbia Británica son más notables por su espectacular paisaje y su desafiante montañismo, ambos resultado de su escarpada y accidentada topografía. Aunque la mayoría de los picos están por debajo de los 3000 m de elevación, los valles quedan a menudo por encima de los 1800 m. Las cumbres del resto de las Cascadas Canadienses no están cubiertas de hielo en la misma manera y presentan "cuernos" de roca que se elevan desde tierras altas similares a una meseta, siendo las zonas de Manning Park y Cathedral Park conocidas por sus extensas praderas alpinas, como también es el caso del flanco oriental de la porción estadounidense de la cordillera. Partes del lado estadounidense de la cordillera están protegidas como parte del Parque nacional de las Cascadas del Norte. 

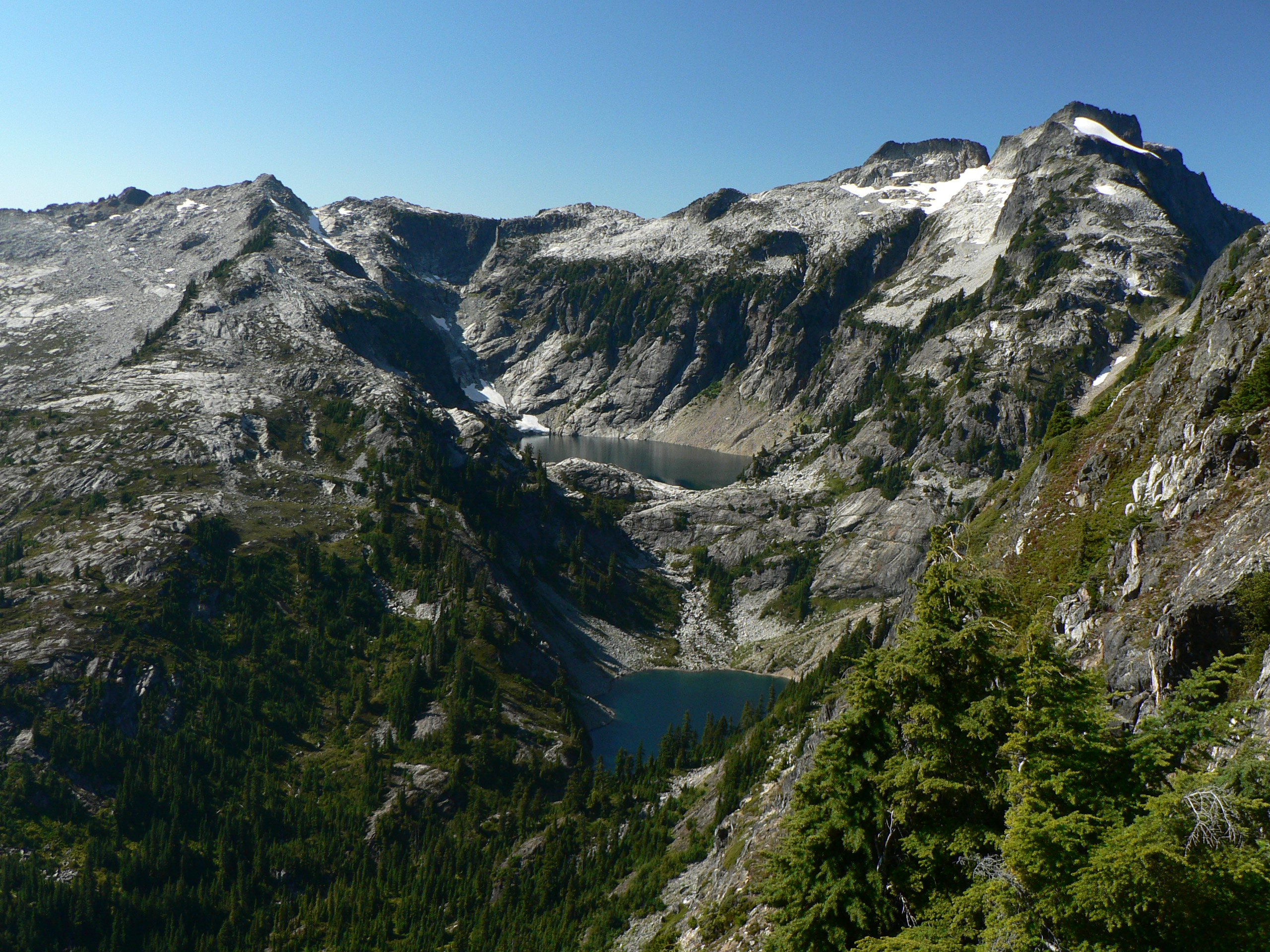
Paisaje típico en la parte occidental de las Cascadas del norte

La gran cantidad de precipitación, gran parte en forma de nieve, y la glaciación resultante, se combinan con la elevación de la región para crear un paisaje espectacular en la parte occidental de la cordillera. Profundos valles en forma de U tallados por glaciares en la época del Pleistoceno separan crestas y picos afilados tallados en formas empinadas por la nieve y el hielo más recientes.
Las partes orientales y más septentrionales de la cordillera son mucho más parecidas a una meseta, aunque en el caso de las zonas más septentrionales están talladas por profundos valles a lo largo del flanco del cañón Fraser, en particular el del río Anderson.

### Extensión

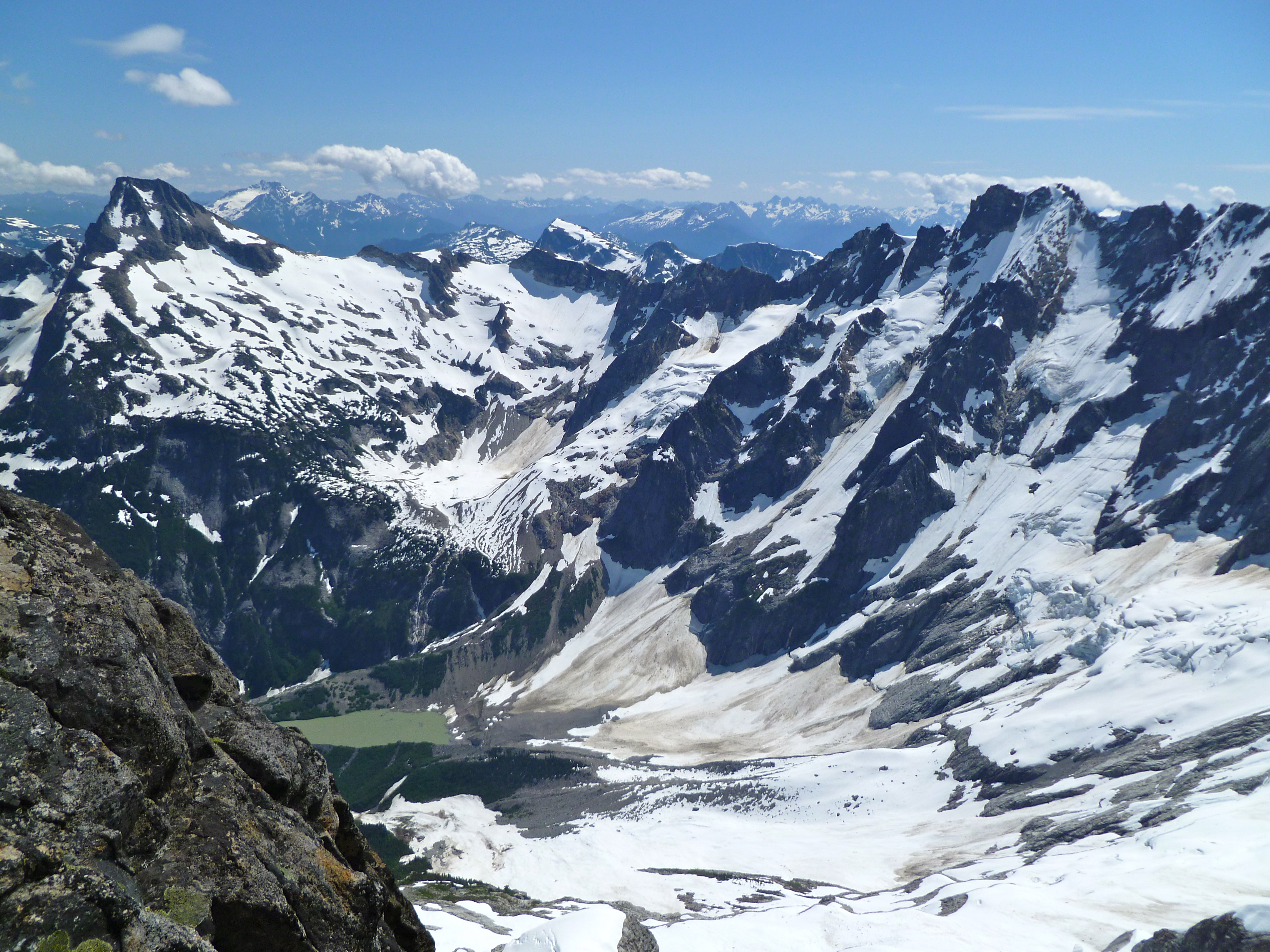
Las Cascadas del Norte se consideran la cadena montañosa más accidentada en los Estados Unidos contiguos.

El río Fraser y las tierras bajas adyacentes en su orilla sur forman el límite norte y noroeste de la cordillera. Al este, el río Okanogan y el río Columbia delimitan la cordillera en los Estados Unidos, mientras que el límite nororiental de la cordillera parte de Thompson por el río Nicoamen y corre por el arroyo Lawless, el río Tulameen y el arroyo Copper hasta el río Similkameen. Al oeste, las estribaciones de la cordillera están separadas por una estrecha llanura costera del estrecho de Puget excepto a lo largo de la carretera Chuckanut Drive entre Bellingham y Mount Vernon, donde colindan directamente con el estrecho de Puget. 

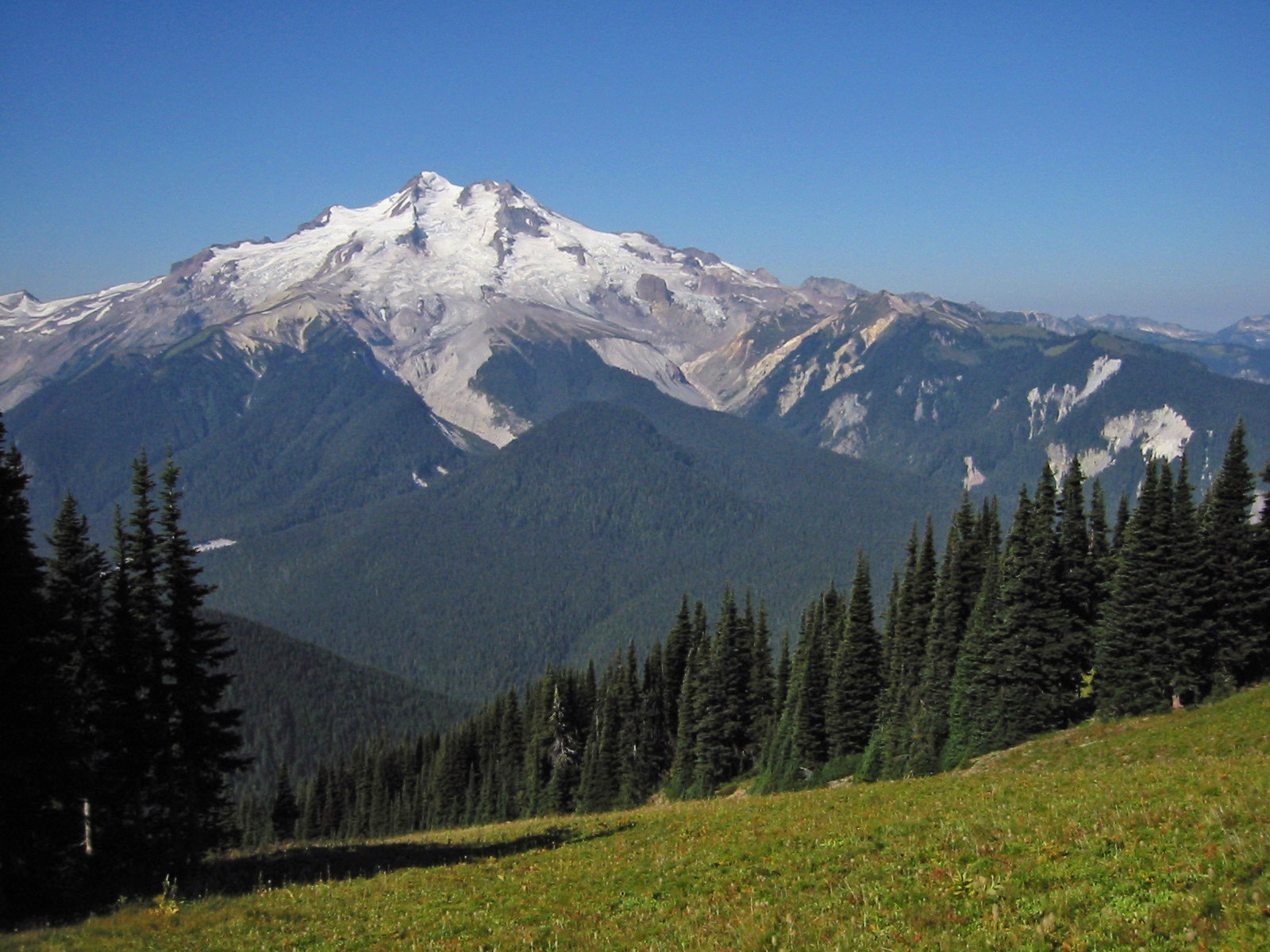
El pico del Glaciar es el rasgo dominante en la porción sur de las Cascadas del Norte.

El límite sur de las Cascadas del Norte es menos definido. Para los propósitos de este artículo, se tomará como la Autopista 2 de EE. UU., que pasa por el puerto de Stevens, o, de manera equivalente, el río Skykomish, Nason Creek y el río Wenatchee. Esto sigue aproximadamente la división geológica de Beckey en la Guía Alpina de las Cascadas y la definición usada por Peakbag.cogerm. A veces el límite sur está definido por el puerto de Snoqualmie y la ruta aproximada de la Interestatal 90. A veces el término "Cascadas del Norte" se utiliza para toda la cordillera al norte del río Columbia.
Geológicamente, las rocas de las Cascadas del Norte se extienden al sur más allá del Paso Stevens y al oeste hasta las Islas San Juan. La importancia de las transiciones geológicas a las Tierras Altas de Okanagan al este y a la Meseta Interior y las montañas de la Costa al norte están menos acordadas.

### Clima
El clima en las Cascadas del Norte varía considerablemente según la ubicación y la elevación. La pendiente occidental del rango es húmeda y fresca, con 60 a 250 pulgadas (1,5 a 6,4 m) de precipitación por año. Esto produce un clima templado de selva tropical en los valles bajos, que luego se clasifica en climas montanos y alpinos en laderas y picos de montañas. Los veranos son relativamente secos, con mucha menos precipitación que en invierno; a veces el aire oriental más cálido y el aire occidental más frío se encuentran en las cascadas durante los meses de verano y forman tormentas eléctricas. A veces, las tormentas se mueven a favor del viento hacia las ciudades de tierras bajas. La ladera oriental se encuentra en la sombra de la lluvia, ya que los vientos predominantes y la mayor parte de la humedad provienen del oeste, y por lo tanto es significativamente más seco que el lado occidental de la división principal, convirtiéndose en semiárido en las tierras bajas orientales. Al igual que con la mayoría de las áreas montañosas, la precipitación aumenta dramáticamente con el aumento de la elevación. Como resultado, hay una gran cantidad de nieve y glaciación en las altas cascadas del norte.
Las laderas orientales y los pasos de montaña pueden recibir importantes nevadas. El aire frío del Ártico puede fluir hacia el sur desde la Columbia Británica a través del valle del río Okanogan hacia la cuenca al este de las Cascadas. El bloqueo del aire frío hace que este aire del Ártico se acumule a lo largo de las laderas orientales de las Cascadas, especialmente en las zonas más bajas, como el puerto de Snoqualmie y el puerto de Stevens. El aire más suave, con influencia del Pacífico, que se desplaza hacia el este sobre las Cascadas es a menudo forzado a subir por el aire frío que se mantiene en los puertos debido a la contención del aire frío. Como resultado, los puertos a menudo reciben más nieve que las zonas más altas de las Cascadas. Este efecto hace que sean posibles las estaciones de esquí de relativamente baja elevación en el puerto de Snoqualmie (unos 910 m) y en el puerto de Stevens (unos 1200 m).

## Subcordilleras
- Cascadas del norte 
  - Cordillera Skagit
    - Cordillera Picket

  - Montañas Chuckanut
  - Montes Entiat
  - Montañas Chelan

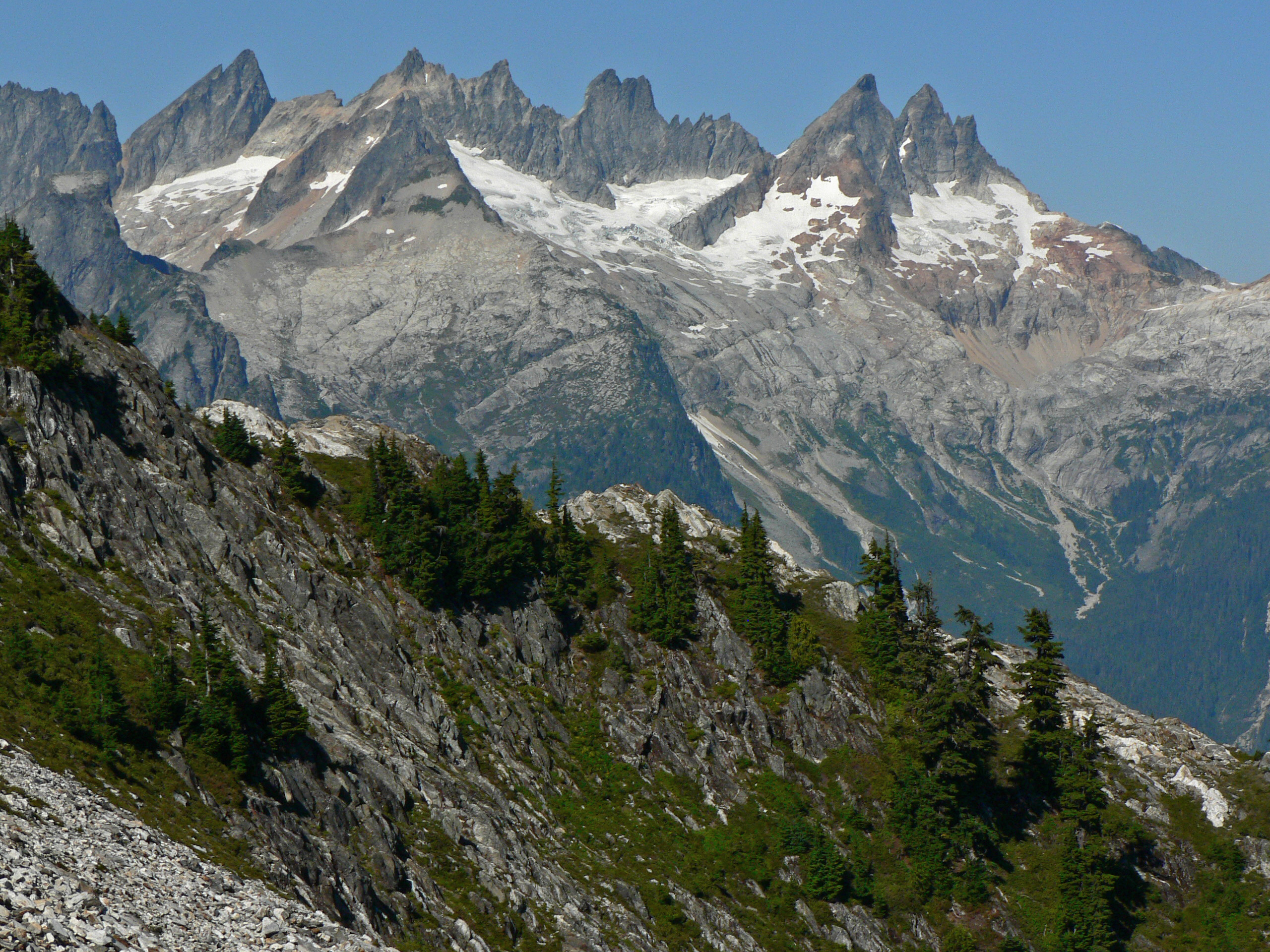
La cordillera Picket, ubicada al norte de la Autopista 20, es la más escarpada de las Cascadas del Norte.

  - Montañas Methow (también llamadas Sawtooth Ridge)
  - Grujpo Skagit River

- Cascadas Canadienses 
  - Cordillera Skagit 
    - Montañas de la Esperanza
    - Cordillera Cheam

  - Cordillera Hozameen 
    - Cordillera Bedded

  - Cordillera Okanagan

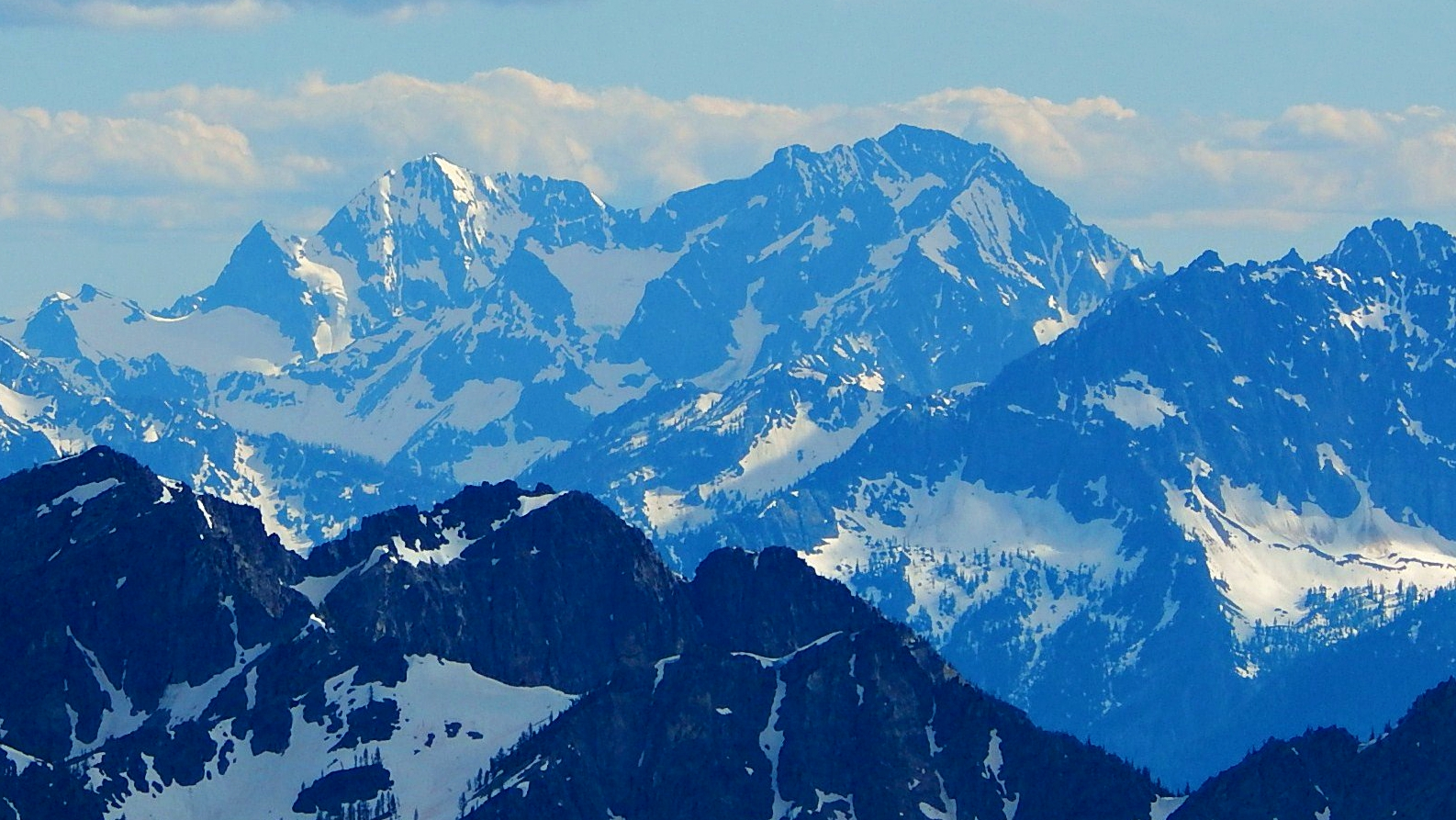
Montes Entiat

  - Cordillera Coquihalla (nombre no oficial) 
    - Grupo Llamoid (el nombre no es oficial)
    - Grupo Anderson River  (el nombre no es oficial)

### Glaciares

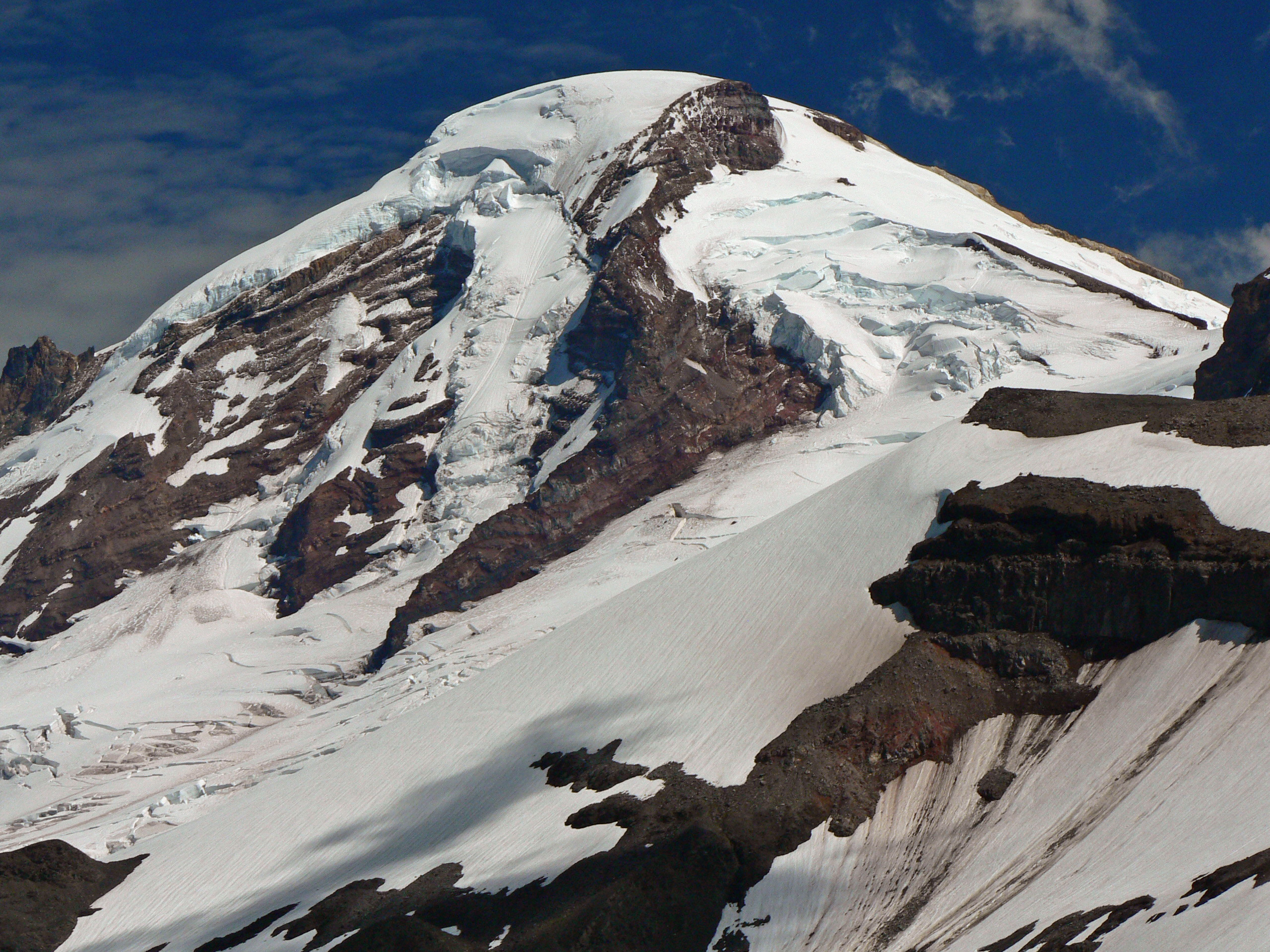
Monte Baker y el glaciar Coleman

Si bien los glaciares alpinos son una característica definitoria de la Cordillera de las Cascadas en su conjunto, esto es especialmente cierto en las Cascadas del Norte. Los estratovolcanes (Mount Baker y Glacier Peak) son los picos glaciares más evidentes y tienen los glaciares más grandes, pero muchos de los picos no volcánicos más pequeños también tienen glaciares. Por ejemplo, la parte de las Cascadas al norte del puerto de Snoqualmie (aproximadamente las Cascadas del Norte, como se define en este artículo) Todos estos glaciares se retiraron de 1900 a 1950. De 1950 a 1975, muchos pero no todos los glaciares de las Cascadas del Norte avanzaron. Desde 1975 el retroceso se ha hecho más rápido, y para 1992 los 107 glaciares monitoreados habían retrocedido. 2015 fue un año especialmente perjudicial para los glaciares de las Cascadas, con una pérdida de masa estimada de entre el 5 % y el 10 %, la mayor pérdida en más de 50 años. Hay aproximadamente 700 glaciares en la cordillera, aunque algunos ya han desaparecido. Desde un breve período de avance en la década de 1950, la mayoría de estos glaciares han estado retrocediendo. Esto constituye una seria preocupación para los administradores de agua de la región, ya que los glaciares (y el manto de nieve del invierno) forman una gran reserva de agua. A medida que la nieve y el hielo se derriten en verano, el agua de deshielo resultante compensa la disminución estacional de las precipitaciones. A medida que los glaciares retrocedan, proporcionarán menos escorrentía en verano.
Las Cascadas al norte del Paso de Snoqualmie tienen 756 glaciares que cubren 270 km² de terreno. En comparación, todo el territorio contiguo de los Estados Unidos tiene alrededor de 1100 glaciares en total, que cubren 530 km².

## Ecología

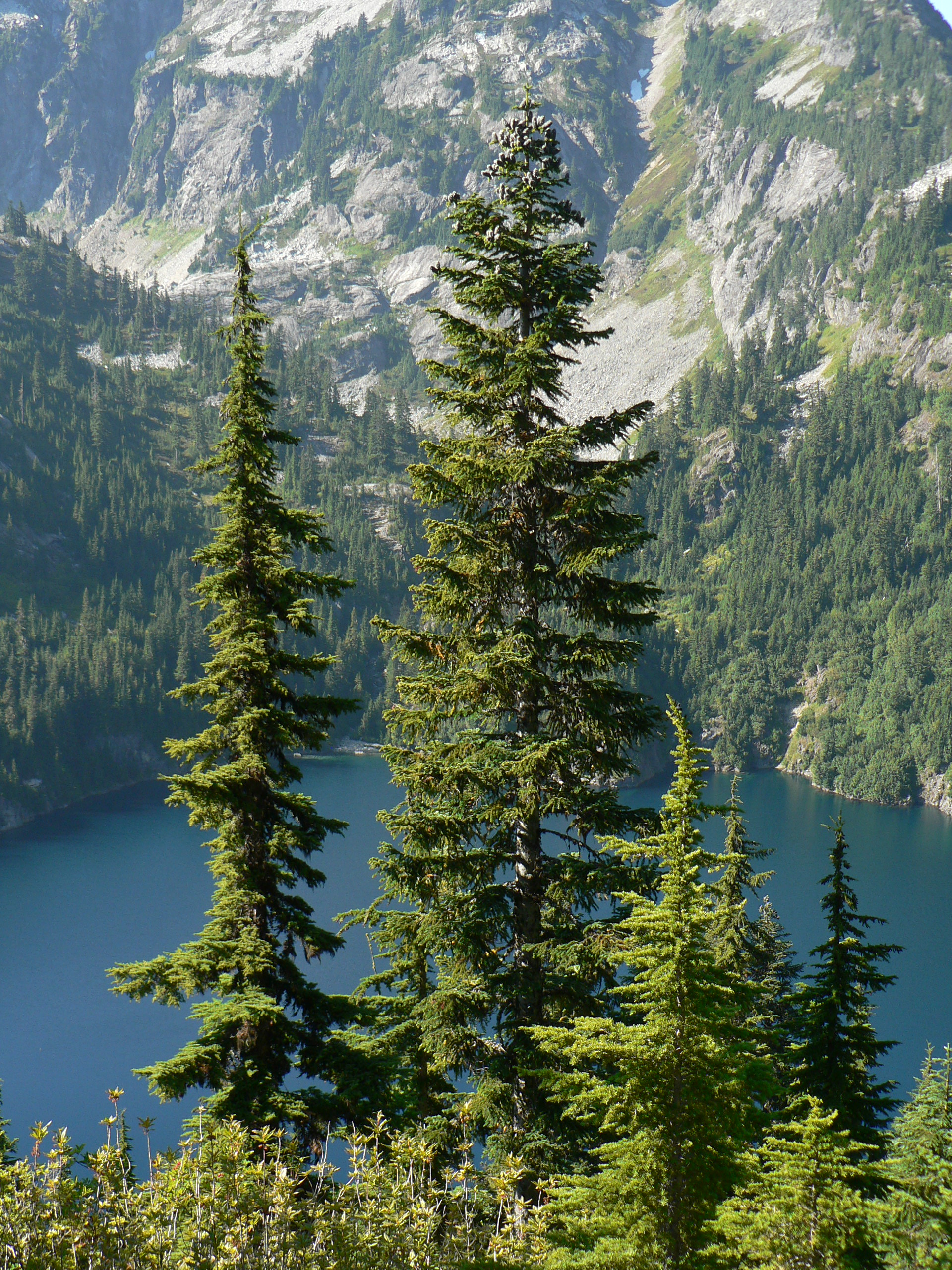
Abeto subalpino y cicuta de montaña sobre el lago inferior Thornton

Las Cascadas del Norte tienen más de 1630 especies de plantas vasculares. Hay ocho zonas distintas que sustentan miles de plantas. Viajando de oeste a este a través de la cordillera, se intersecan varias ecorregiones distintas, primero más altas y frías, luego más cálidas, pero más secas. Cada una de estas ecorregiones puede ser descrita por una especie indicadora de árboles, o por la falta de árboles: tsuga heterophylla, abeto, cicuta de montaña subalpina, tundra alpina, abeto subalpino y gran abeto/abeto de Douglas.
La cordillera también tiene una rica diversidad de animales, incluyendo águilas calvas, lobos, osos pardos, leones de montaña y osos negros. La cordillera alberga al menos 75 especies de mamíferos y 200 especies de aves que atraviesan o utilizan las Cascadas del Norte como zona de cría. También hay 11 especies de peces en el lado oeste de las Cascadas. Entre los ejemplos de especies de anfibios que se encuentran en las Cascadas del Norte figuran el sapo occidental (Bufo boreas) y el tritón de piel rugosa (Taricha granulosa).
La biodiversidad del área está amenazada por el cambio climático global y las especies exóticas invasoras. Estas plantas exóticas prosperan utilizando estructuras artificiales como caminos y senderos. Estas plantas invasoras incluyen la centaurea difusa ( Centaurea diffusa ) y el alpiste cinta ( Phalaris arundinacea ).

## Historia

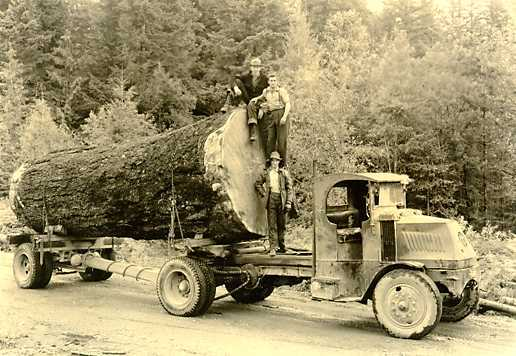
Gran tronco en las Cascadas del Norte, 1937

En el lado de la frontera de los Estados Unidos, entre los primeros habitantes de las Cascadas del Norte se encontraban las tribus Nooksack, Skagit y Sauk-Suiattle en el oeste, y el pueblo Okanagan en el lado oriental, mientras que el pueblo Nlaka'pamux en lo que hoy es el Canadá reclamaba un territorio de caza en el corazón de la cordillera, al sur, cruzando la frontera hacia Washington. Las tribus que viven y utilizan la cordillera en el lado canadiense de la frontera son los Nlaka'pamux, Sto:lo y los subgrupos Similkameen superior e inferior de los Okanagan. Un grupo ahora extinto conocido como los Nicola Athapaskans también habitaba y cazaba en la zona ahora ocupada por los Similkameen. Muchos nombres geográficos actuales de la región se derivan de términos nativos, ya sea por transliteración o traducción. Beckey señala que "Muchos nombres se derivaron de la jerga Chinook, aplicada en su mayor parte por el Servicio Forestal de los Estados Unidos de 1910 a 1940...".
Los comerciantes de pieles llegaron a la zona en la primera mitad del siglo XIX, procedentes de Canadá y de Astoria en el río Columbia. Uno de los primeros fue Alexander Ross de la Compañía del Noroeste, que cruzó la cordillera en el verano de 1814, probablemente a través del puerto de las Cascadas. El período de incertidumbre que rodeó al disputado país de Oregón dio paso, tras la partición a lo largo del paralelo 49, a un período de exploración tentativa del ejército de los EE. UU. en tándem con la violenta subyugación de las tribus indias en el lado americano de la frontera en la segunda mitad del siglo. Con la partición, la Compañía de la Bahía de Hudson se vio obligada a buscar una alternativa a su antiguo sendero de la brigada a través del río Okanogan y la construcción de una nueva ruta sobre la espina dorsal norte de las Cascadas Canadienses desde la zona de Spuzzum hasta el valle del río ColdWater para conectar el fuerte Langley en la parte baja del Fraser con sus puestos del norte en Nueva Caledonia. La ruta era impracticable y pronto fue abandonada, aunque las rutas más meridionales a través de lo que hoy es el Parque Manning sentaron las bases para rutas posteriores como el Dewdney Trail y la moderna Crowsnest Highway a través del puerto de Allison, y más tarde fue similar a una ruta a través del puerto de Coquihalla para su línea principal del sur. Al sur de la frontera, el reconocimiento de posibles rutas de ferrocarril (ninguna de las cuales era viable al norte de la que finalmente pasó por el puerto de Stevens, en el borde sur de las Cascadas del Norte) y varias rutas de minería.

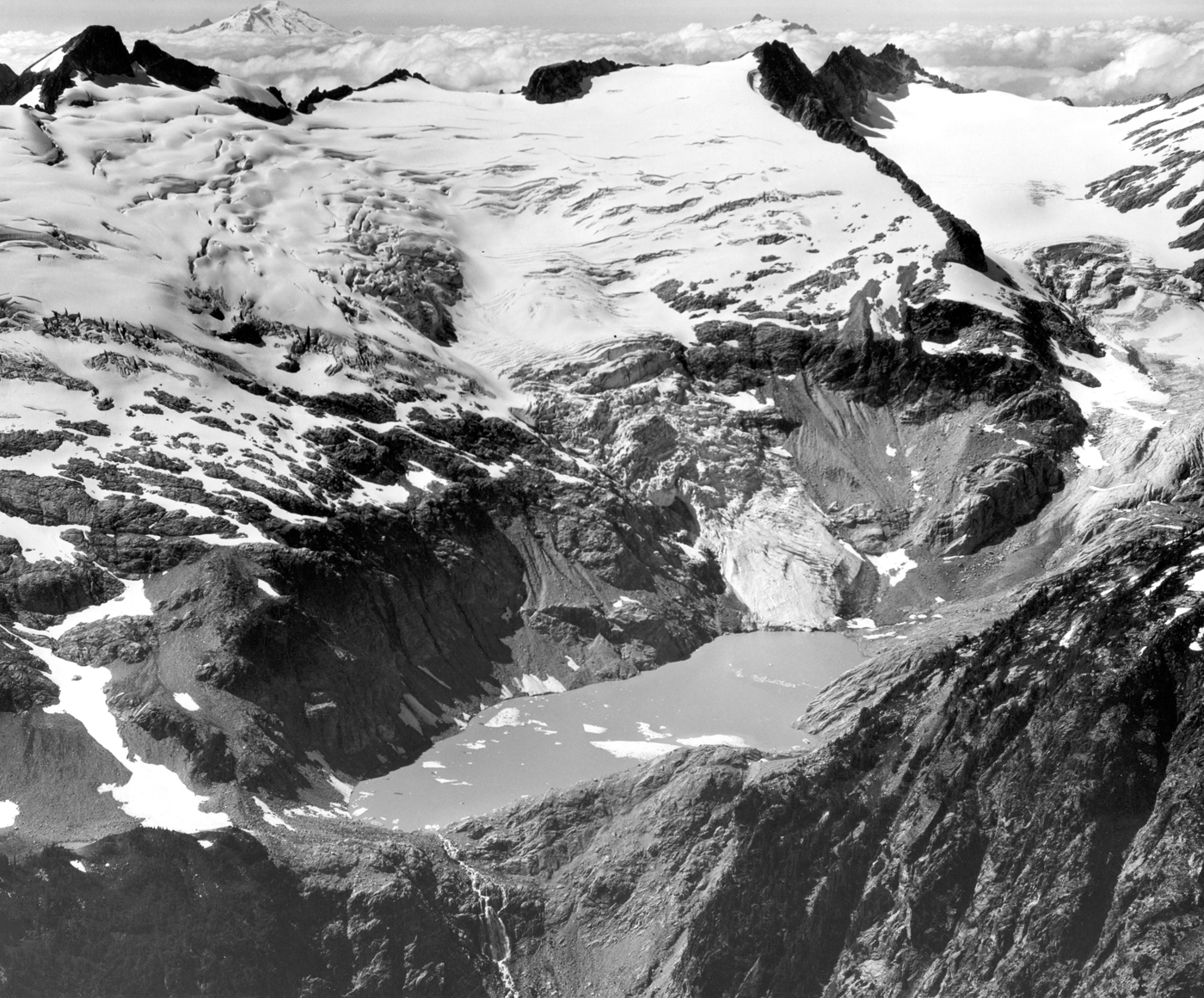
Glaciar Klawatti, parque nacional de las Cascadas del Norte (1969)

Los mineros dominaron la exploración y el desarrollo de la cordillera desde la década de 1880 hasta principios del siglo XX. Por ejemplo, las minas alrededor de la próspera ciudad de Monte Cristo, en la porción suroeste de las Cascadas del Norte, produjeron "entre 1 y 2,7 millones de dólares en plata y oro". La mina Holden, en el lado este de la división principal, produjo 106.000 toneladas de cobre y 600.000 onzas de oro. El descubrimiento de oro por parte de los buscadores estadounidenses en las orillas del río Thompson en su confluencia con el río Nicoamen, en el extremo norte de la cordillera, contribuyó a desencadenar la fiebre del oro del cañón del Fraser de 1858 a 1860, lo que a su vez impulsó la declaración de la colonia de la Columbia Británica de afirmar la posesión británica de los territorios situados al norte del paralelo 49. La fiebre del Fraser llevó a la exploración de las Cascadas al este del cañón y en el valle del río Similkameen, con pequeñas avalanchas en la zona de Princeton, Columbia Británica, en 1859 hasta principios del decenio de 1860 y la creación de ciudades no nativas (además de las nativas mucho más antiguas) en Boston Bar, Lytton y Hope, así como en Princeton.
Los primeros colonos también llegaron a las estribaciones de las Cascadas del Norte en la segunda mitad del siglo XIX, y utilizaron la cordillera de manera limitada como fuente de madera y tierras de pastoreo. Sin embargo, la cordillera es tan escarpada que esta explotación fue menos espectacular que en otros paisajes más suaves.
El uso recreativo temprano de la cordillera incluía expediciones de los clubes de escalada locales, The Mountaineers y The Mazamas. Sin embargo, ni siquiera estos grupos exploraron completamente los límites interiores de la cordillera y ascendieron a los picos más difíciles hasta las décadas de 1930 y 1940. No fue hasta el decenio de 1970 cuando la mayoría de los picos se escalaron en las zonas más aisladas, lo que la convirtió en una de las últimas cordilleras exploradas en los Estados Unidos contiguos.

## Alpinismo
Los excursionistas, escaladores y montañeros suelen denominar a las Cascadas del Norte "Alpes Americanos" debido al mar de picos escarpados que se extienden a lo largo de la cordillera. Los escarpados picos de esta cordillera y el excepcional terreno alpino la convierten en un campo de entrenamiento de primer orden para los escaladores.
- Cordillera de las Cascadas
- Methow, Washington